# 伊瓦里區
11°11′20″S 76°57′06″W / 11.18889°S 76.95167°W
伊瓦里區（西班牙語：Distrito de Ihuarí），是秘魯的一個區，位於該國中南部利馬大區的瓦拉爾省，面積467.7平方公里，海拔高度2,822米，2007年人口2,671，人口密度每平方公里5.7人。